# إلدار منصوروف
إلدار بهرام أوغلو منصوروف (بالأذربيجانية: Mansurov Eldar Bəhram oğlu) - ملحن أذربيجاني، وفنان الشعب في جمهورية أذربيجان (14 سبتمبر، 2012).

## حياته
ولد إلدار منصوروف في مدينة باكو، المدينة القديمة، عام 1952.
أتم المرحلة الثانوية من فئة البيانو في مدرسة الموسيقى إسمه عاسف زينلي في 1968-1972.
تخرج من فئة جودات حجييف لأكاديمية باكو للموسيقى إسمه عزير حجيبكوف في سنوات 1974-1979.
هو مؤلف العديد من الأعمال منها: سيمفوني، جوقة (موسيقى)، مقام أذربيجاني سيمفوني «ماحورهندي»، الباليه «كليوباترا» و«أولمب»، أوبرا (موسيقى) سبعة جميلة.
إلدار منصوروف ألف مقطوعات الموسيقى لعدد من الأفلام والعروض، وهو مؤلف أكثر من 3000 أغنية وموسيقى آلية.
هو عضو في اتحاد الملحنين للاتحاد السوفيتي منذ 1981، ولاحقا في اتحاد الملحنين لأذربيجان، ومنذ 1999، في اتحاد السينمائيين لأذربيجان.
حصل إلدار منصوروف على لقب تكريم الفنان في جمهورية أذربيجان في 2005، ولقب الفنان الشعب، في 2012، على خدماتهِ في تطوير الثقافة الأذربيجانية.
هو المتقاعد لرئيس جمهورية أذربيجان، منذ 21 فبراير، عام 2012. وعمل سكرتيراً لاتحاد الملحنين الأذربيجانيين، في السنوات 2007-2012.
متزوج ولديه ابنان.
- هو ابن حفيد مشهدي مليك باي المنصوروف.
- هو حفيد مشهدي سليمان باي منصوروف.
- هو ابن بهرام منصوروف.
- هو شقيق الخان منصوروف.
- هو شقيق عيدين منصوروف.

## إبداعه
إلدار منصوروف مؤلف أغنية «باياتيلار» (أغنية شجية) الشهيرة على مستوى العالم.
كرس إلدار منصوروف عمله«بهرامنامه» به لذكرى والده العازف تار الشهير بهرام منصوروف.
في 28 فبراير لعام 2022، منح إلدار منصوروف وسام "شهرة" بأمر من رئيس جمهورية أذربيجان إلهام علييف لخدماته في تطوير فن التكوين في جمهورية أذربيجان للجمهورية.

### كتبه
- «أفكار مقام أذربيجاني» (1995)
- «ذكريات» مشادي سليمان باي منصوروف (2005).
- «تاريخ الحيل» (2006)
- «منصوروف» (2011)

### قائمة أعماله
- «12 برؤيلود» للبيانو (1974)
- «سوناتينا» للبيانو (1975)
- «حفلة موسيقية» لأوركسترا سيمفونية بالكمان (1978)
- «السمفونية رقم 1» (1979)
- «أكثر من 3000 أغنية وموسيقى آلية»
- موسيقى «بحرامنامه» لفرقة القطران والفرقة الموسيقية السيمفونية وفرقة موسيقى الروك (2004)
- باليه-روك «كليوباترا» (1998)
- باليه-روك «أوليمب» (2004)
- «سبعة جميلة» 2005
- «رقصات السيمفونية» (2010)
- متتابعة (موسيقى)السيمفونية لأوركسترا «البلد النار»(2012)
- ابن الربيع"، أوراتوريو (2013)

## وسام
- وسام «شهرة» 2013

## وصلات خارجية
- إلدار منصوروف على موقع IMDb (الإنجليزية)
- إلدار منصوروف على موقع ميوزك برينز (الإنجليزية)
- إلدار منصوروف على موقع أول ميوزيك (الإنجليزية)
- إلدار منصوروف على موقع ديسكوغز (الإنجليزية)

https://www.youtube.com/watch?v=bQ3ZWGsTvWA&list=RDbQ3ZWGsTvWA&start_radio=1
http://atv.az/project/geriye-baxanda/parts/geriye-baxanda-eldar-mansurov
https://www.youtube.com/watch?v=92sCopvplVk